# Станіслав Індрух
Станіслав Індрух (чеськ. Stanislav Indruch, 6 жовтня 1899, Новий Їчин — 2 лютого 1974, Прага) — чехословацький гімнаст, чемпіон світу.

## Біографічні дані
Станіслав Індрух на Олімпіаді 1920 входив до складу збірної Чехословаччини, яка зайняла четверте місце з п'яти в командному заліку.
На чемпіонаті світу 1922 Індрух завоював золоту медаль у командному заліку, срібні — у вправах на брусах та на коні.
На Олімпійських іграх 1924 він теж входив до складу збірної Чехословаччини, але взяв участь у змаганнях у двох дисциплінах. Він зайняв 19-е місце на перекладині та 18-е — у вправах на брусах.
Через те, що він та ще один член команди Йозеф Кос змагалися не на всіх снарядах, збірна Чехословаччини, яка мала шанс завоювати медаль в командному заліку, була дискваліфікована.
Під час Другої світової війни Індрух брав участь в чеському русі опору, за що потрапив до концентраційного табору.